# Rye (East Sussex)
 For alternative betydninger, se Rye. (Se også artikler, som begynder med Rye)
Rye er en lille by i det engelske county East Sussex, i det historiske county Sussex i Sydengland. Den ligger omkring 3 km fra havet, hvor de tre floder Rother, Tillingham og Brede løber sammen. I middelalderen var den en vigtig del af Cinque Ports og lå ud til den engelske kanal næsten helt omgivet af havet.
Rye er officielt et civil parish men byen har status som by; i 2011 boede der 4.773 i Rye. I løbet af byens historie har den leveret skibe til kongen i krigstider og har været involveret i smugling i 1700- og 1800-tallet, idet flere bander som den berygtede Hawkhurst Gang brugte kroer og pubber i byen som The Mermaid Inn og The Olde Bell Inn, der var forbundet af hemmelige underjordiske gange.
Dens histori og charme gør det til en populær turistdestination, og meget af byens økonomi er baseret på det. Der findes flere hoteller, Bed & Breakfast og restauranter samt flere attraktioner som bl.a. Rye Castle som blev grundlagt i 1249, der ligger i selve byen, og Camber Castle der blev opført af Henrik 8. i 1500-tallet. Der er en mindre fiskeflåde og Rye Harbour har plads til yachter og andre både.

## Berømte bysbørn
- Conrad Aiken (1889–1973), amerikansk forfatter. Aikens hjem, Jeake's House, er nu et lille hotel
- Joan Aiken (1924–2004), børnebogsforfatter, datter af Conrad Aiken
- Tom Baker (1934–), britisk skuespiller, særlig kendt for at spille The Doctor i Doctor Who mellem 1974-1981.
- Edward Burra (1905–1976), maler, tegner og grafiker født tæt ved Rye og boede i byen i 1920'erne og 1930'erne
- Paul Nash (1889–1946), kunstner under anden verdenskrig, boede i East Street i i 1930'erne
- John Christopher (1922–2012), science fictionforfatter. Den britiske tv-serie baseret på hans trilogi, The Tripods, blev filmet nær hans hus
- Tom Chaplin sangeren fra bandet Keane
- Monica Edwards (1912–1998), børnebogsforfatter boede ved Rye Harbour og hendes Romney Marsh foregår i området, hvor Rye er blevet omdøbt til Dunsford.
- John Fletcher (1579–1625), jakobit dramatiker og advokat
- Radclyffe Hall (1880–1943), lesbisk forfatter.
- Monica and Gabriela Irimia (1982–), The Cheeky Girls boede i i byen.
- Sir Paul McCartney (1942–), musiker og tidligere medlem af The Beatles. McCartneys børn gik i skole i Rye.
- Spike Milligan (1918–2002), komiker, forfatter, musiker, digter, dramatiker og næstformand for Rye Rugby Club.
- John Ryan (1921–2009), selvom han blev født i Edinburg boede denne britiske tegneserietegner og -forfatter i Rye
- Malcolm Saville (1901–82), forfatter til knap 80 børnebøger, hovedsageligt thrillere og eventyrhistorier. Saville skabte Lone Pine-serien af bøger, hvoraf flere foregår i Rye (bl.a. The Gay Dolphin Adventure og Rye Royal).
- Admiral Sir Aubrey Smith (1872–1957) boede i Rye i Iden Cottage[4]
- Russell Thorndike (1885–1972), boede i byen og lod sine Dr Syn-romaner om smugling foregår i marsken omkring byen.
- Philippa Urquhart (1940–), britisk skuespiller.
- Sir Anthony van Dyck udførte adskillige tegninger af byen.
- Den Jamaicanske reggaemusik Bob Marleys forfædre stammer fra Rye, hans tætteste forfader, tipoldefar Frederick, blev født i byen i 1820.[5]
- Geoffrey Bagley (1901–1992) canadaisk krigskunstner, som boede i Rye efter anden verdenskrig.[6]
- Baron Saville af Newdigate (1936–) formand for "Bloody Sunday"-kommissionen og nevø af Malcolm Saville gik op Rye Grammar School (1947–53). Rye Studio Schools danseteater er opkaldt efter ham.